# Abelard Snazz
Abelard Snazz, "l'uomo con il cervello a due piani", è un personaggio dei fumetti creato da Alan Moore, protagonista di alcune storie pubblicate tra il 1980 e il 1983 sulla rivista underground 2000AD.
Si tratta di un mutante superintelligente, dotato di quattro occhi disposti su due livelli (a suggerire che anche il cervello sia composto da più strati). Abile inventore, ama applicare la sua intelligenza alla soluzione dei problemi altrui, ma finisce sempre per causare più danni che benefici. In alcune storie è accompagnato dal robot Edwin, suo fanatico ammiratore, che ha il compito di servirlo ed esclamare "Voi siete un genio, padrone!".